# Liste des épisodes de Boston Justice

Cet article présente la liste des épisodes de la série télévisée Boston Justice (titre français et belge), également connue sous le nom Justice à Boston (titre québécois) ou Les Maîtres de Boston (titre suisse).
La cinquième saison est la dernière et ne comporte que treize épisodes, amenant ainsi le nombre total d'épisodes à 101.

## Première saison (2004-2005)
1. Affaires difficiles (Head Cases)
2. Folle de toi (Still Crazy After All These Years)
3. Le Coup du lapin (Catch and Release)
4. Cas de conscience (Change of Course)
5. Reflet dans un œil de verre (An Eye For an Eye)
6. Politiquement incorrect (Truth Be Told)
7. Une balle dans le cœur (Questionable Characters)
8. Travestissement (Loose Lips)
9. Au-dessus des hommes (A Greater Good)
10. Double Défense (Hired Guns)
11. Schmidt revient (Schmidt Happens)
12. L'Origine de l'homme (From Whence We Came)
13. Publicité douteuse (It Girls and Beyond)
14. La Chasse au bœuf ('Til We Meet Again)
15. Crane contre Crane (Tortured Souls)
16. Cryogénie (Let Sales Ring)
17. Mortelle randonnée au Texas (Death Be Not Proud)

## Deuxième saison (2005-2006)
1. La Veuve noire : 1re partie (The Black Widow: Part 1)
2. La Veuve noire : 2e partie (Schadenfreude: Part 2)
3. Le Monde de Nimmo (Finding Nimmo)
4. Légitime défense (A Whiff and a Prayer)
5. Passage à l'acte (Men to Boys)
6. Chasse aux sorcières (Witches of Mass Destruction)
7. L'Amour vache (Truly, Madly, Deeply)
8. Beauté postérieure (Ass Fat Jungle)
9. Des agents très spéciaux (Gone)
10. Tous pour un (Legal Deficits)
11. La Vie à tout prix (The Cancer Man Can)
12. Une main tendue (Helping Hands)
13. Négligence sur le net (Too Much Information)
14. Une vérité toute nue (Breast In Show)
15. Pour un sourire (Smile)
16. Retrouvailles en musique (Live Big)
17. Le Divorce de la mariée (... There's Fire)
18. Associée modèle (Shock and Oww!)
19. L'Heure des comptes (Stick It)
20. Cas de divorce (Chitty Chitty Bang Bang)
21. Fin de partie (Word Salad Days)
22. Ivan l'incorrigible (Ivan the Incorrigible)
23. Trop c'est trop (Race Ipsa)
24. Une affaire de poids (Deep End of the Poole)
25. Le Calamar (Squid Pro Quo)
26. Chaleurs printanières (Spring Fever)
27. D'une rive à l'autre (BL : Los Angeles)

## Troisième saison (2006-2007)
1. Poumon à vendre (Can't We All Get a Lung)
2. Clarisse, Clarence et les autres (New Kids on the Block)
3. Je suis petite, et alors ? (Desperately Seeking Shirley)
4. Un si gentil cannibale (Fine Young Cannibal)
5. La Liberté de culte (Whose God Is It Anyway?)
6. Le Verdict (The Verdict)
7. Le Puzzle (Trick or Treat)
8. Lincoln 1re partie (Lincoln)
9. Lincoln 2e partie (On the Ledge)
10. Régime musclé (The Nutcrackers)
11. L'Ange de la mort (Angel of Death)
12. Cloué au sol (Nuts)
13. Bella s'en va (Dumping Bella)
14. Les Vendeurs de maladies (Selling Sickness)
15. Nouvelle énergie (Fat Burner)
16. L'OVNI (The Good Lawyer)
17. La Mariée sanglante (The Bride Wore Blood)
18. Une affaire de famille (Son of the Defender) - Les flashbacks de cet épisode viennent d'un épisode de la 9e saison de la série Westinghouse Studio One : "The Defender"
19. Amour fraternel (Brotherly Love)
20. Les Poupées (Guise N' Dolls)
21. La Confrérie (Tea and Sympathy)
22. Guantanamo plage (Guantanamo by the Bay)
23. Le Mariage (Duck and Cover)
24. Le Procès du siècle (Trial of the Century)

## Quatrième saison (2007-2008)
1. La Belle et la Brute (Beauty and the Beast)
2. Un homme innocent (An Innocent Man)
3. Le Coq (The Chicken and the Leg)
4. Olé !(Do Tell)
5. Tuer n'est pas jouer (Hope and Glory)
6. Moi, Denny Crane (The Object of my Affection)
7. Grosse erreur (Attack of the Xenophobes)
8. Contact ambigu ! (Oral Contracts)
9. Engagez-vous (No Brains Left Behind)
10. Un Noël vert (Green Christmas)
11. Le Retour du ténor (Mad About You)
12. La Vie en chanson (Roe v. Wade, The Musical)
13. Ça va sauter ! (Glow In The Dark)
14. Le Mort-vivant (Rescue Me)
15. La Force des médias (Tabloid Nation)
16. Nantucket (The Mighty Rogues)
17. La Cour suprême (The Court Supreme)
18. Votez pour moi (Indecent Proposals)
19. La Vache folle (The Gods Must Be Crazy)
20. La Guerre de Sécession (Patriot Acts)

## Cinquième saison (2008)
1. Des ronds de fumée (Smoke Signals)
2. Prison modèle (Guardians and Gamekeepers)
3. Port d'armes prohibé (Dances With Wolves)
4. Un amour véritable (True Love)
5. La Mauvaise Graine (The Bad Seed)
6. Le Ranch (Happy Trails)
7. L'Associé (Mad Cows)
8. Une petite fille (Roe)
9. Exécution radicale (Kill Baby, Kill)
10. Déjeuner cauchemar (Thanksgiving)
11. Dopage (Juiced)
12. Made in China (Made In China)
13. La Fin (Last Call)

## Sources
- Liste des épisodes sur l'IMDb